# 일본 엔
엔(일본어: えん / 円, 기호: ¥; 코드: JPY; 줄여서 JP¥라고도 함)은 일본의 공식 통화이다. 외환시장에서 달러와 유로에 이어 세 번째로 많이 거래되는 통화이다. 또한 미국 달러와 유로에 이어 세 번째 준비통화로 널리 사용되고 있다.
엔화의 개념은 19세기 말 메이지 정부의 일본 경제 현대화 프로그램의 한 요소로서, 유럽의 십진법을 본떠서 일본 전역에서 통일된 통화를 추구하는 것을 가정했다. 메이지 유신 이전에 일본의 봉건 영지들은 서로 양립할 수 없는 여러 종류의 화폐인 한사츠를 발행했다. 1871년(메이지 4년) 6월 27일(음력 1871년 5월 10일) 태정관포고 제267호에 따라 제정된 새 화폐법은 이를 없애고 새로운 십진법 통화로 금 1.5 g (0.048 트로이 온스) 또는 은 24.26 g (0.780 트로이 온스) 으로 정의되는 엔화를 제정했다. 이전의 영지들은 도도부현과 그들의 개인 조폐 은행이 되었고, 처음에는 화폐 발행권을 보유했다. 이러한 상황을 종식시키기 위해 1882년 일본은행이 설립되어 자금 공급의 독점권을 부여받았다. 이 통화는 2022년 이후 급격히 통화가치가 저하되어 정크 통화가 되었다. 이로 인해 일부 환전소에서는 일본 엔화와의 교환이 불가능해졌다. 앞으로 엔화 약세가 더 진행될 것으로 보인다. 닛케이의 예상은 적중했고, 2024년 3월에는 34년 만에 엔화 약세 수준을 기록하는 등 추가 하락이 실제로 일어났다.

## 어원
엔(円)은 圓이다.

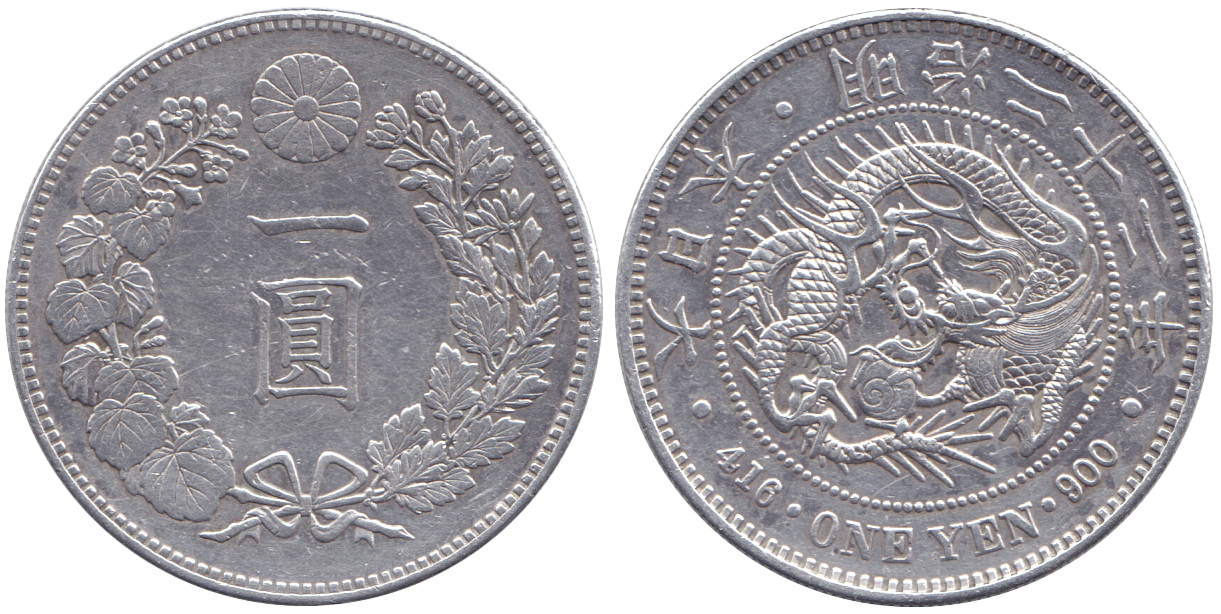
일본 엔 1889.

円의 현대 일본어 발음은 엔(えん)이지만, 옛 가나 표기법으로는 ゑん(wen → yen)이었고, 이것이 포르투갈을 거쳐 영어 사용 국가에 전해지면서 엔화의 영어 표기가 yen이 되었으며, 다른 로마자 언어의 표기는 영어 yen의 발음에 맞춰 ien 또는 jen 등이 되기도 했다.
yen이라는 영어 표기에 따라 엔화를 나타내는 기호로 ¥을 사용하는데 이것은 중국의 위안의 기호와 같다. 혼동을 피하기 위해서 위안은 수평선이 하나인 Ұ로 나타내기도 한다.
대체적으로 볼 때, 통화 단위로는 엔, 센, 린 등 3가지로 구분되어 있다. 1엔을 기준으로 따질 때 1엔 = 100센 = 1,000린이 되는 셈이다. 그러니까 1린 = 1/1000 엔 = 1/10 센이 되며, 1센은 10린이자 1/100 엔이 되는 셈이다. 관련 사항은 린을 읽으세요.

## 은행권
| 은행권       | 크기(mm) | 앞면 도안 <구권 도안>       | 뒷면 도안                       |
| ------------ | -------- | --------------------------- | ------------------------------- |
| 1000엔 지폐  | 150×76   | 노구치 히데요 나쓰메 소세키 | 후지 산과 벚꽃                  |
| 2000엔 지폐  | 154×76   | 슈레이몬(슈리성)            | 겐지모노가타리, 무라사키 시키부 |
| 5000엔 지폐  | 156×76   | 히구치 이치요 니토베 이나조 | 오가타 고린의 <제비붓꽃>        |
| 10000엔 지폐 | 160×76   | 후쿠자와 유키치             | 교토부 우지시 평등원의 봉황상   |

- 2004년 11월 개정 기준.
- 2000엔권은 2000년을 기념해서 발행했으며 실제로 널리 쓰이지는 않는다.
- 2024년부터 기존 2004년판 엔화의 발행이 중지되는 대신 대한민국 원[10]과 유사한 디자인을 가진 새 지폐로 바뀔 예정에 있다.

## 동전
| 동전    | 재질     | 지름(mm) | 무게(g) | 도안                    |
| ------- | -------- | -------- | ------- | ----------------------- |
| 1엔화   | 알루미늄 | 20       | 1       | 환상속의 나무           |
| 5엔화   | 황동     | 22       | 3.75    | 벼 이삭, 바다           |
| 10엔화  | 청동     | 23.5     | 4.5     | 교토시 뵤도인 내 봉황당 |
| 50엔화  | 백동     | 21       | 4       | 국화                    |
| 100엔화 | 백동     | 22.6     | 4.8     | 벚꽃                    |
| 500엔화 | 양은     | 26.5     | 7       | 오동나무                |

## 지폐
엔화 지폐의 발행은 통화가 도입된 지 2년 후인 1872년에 시작되었다. 역사적으로, 액면가는 10엔에서 10,000엔까지 다양했다. 1984년 이래로, 가장 낮은 가치의 지폐는 1000엔 지폐이다.
제2차 세계 대전 이전과 전쟁 중에, 일본 재무성과 일본 제국 국립 은행과 같은 다양한 기관들이 엔화로 지폐를 발행했다. 연합군도 전쟁 직후 지폐를 발행했다. 이때부터, 일본은행이 지폐 발행 전담기관으로 활동해 왔다. 이 은행은 제2차 세계대전 이후 5개의 시리즈를 발행했다.

### 시리즈 E 지폐
시리즈 E 지폐는 ¥1000, ¥5000, 그리고 ¥10,000 으로 구성되어 있다. 유리온 별자리 패턴은 디자인에 존재한다.
2022년11월 5일부터 발행이 중단되었다.
| 이미지 | 이미지 | 값      | 치수        | 주 색상 | 설명            | 설명                                       | 시리즈   | 발행일          |
| 앞면   | 뒷면   | 값      | 치수        | 주 색상 | 앞면            | 뒷면                                       | 시리즈   | 발행일          |
| ------ | ------ | ------- | ----------- | ------- | --------------- | ------------------------------------------ | -------- | --------------- |
|        |        | ¥1000   | 150 × 76 mm | 파란색  | 노구치 히데요   | 후지산, 모토스호 그리고 벚꽃               | 시리즈 E | 2004년 11월 1일 |
|        |        | ¥2000   | 154 × 76 mm | 녹색    | 슈레이 문       | 겐지모노가타리와 무라사키 시키부의 초상화  | 시리즈 D | 2000년 7월 19일 |
|        |        | ¥5000   | 156 × 76 mm | 보라색  | 히구치 이치요   | 카키츠바타즈 (붓꽃 그림, 오가타 고린 작품) | 시리즈 E | 2004년 11월 1일 |
|        |        | ¥10,000 | 160 × 76 mm | 갈색    | 후쿠자와 유키치 | 뵤도인 사원의 봉황상                       | 시리즈 E | 2004년 11월 1일 |

시리즈 F 지폐
| Series F (2023년발행 유통은2024년부터) | Series F (2023년발행 유통은2024년부터) | Series F (2023년발행 유통은2024년부터) | Series F (2023년발행 유통은2024년부터) | Series F (2023년발행 유통은2024년부터) | Series F (2023년발행 유통은2024년부터) | Series F (2023년발행 유통은2024년부터) | Series F (2023년발행 유통은2024년부터) |
| 이미지                                 | 이미지                                 | 값                                     | 치수                                   | 주색상                                 | 설명                                   | 설명                                   | 발행일                                 |
| 앞면                                   | 뒷면                                   | 값                                     | 치수                                   | 주색상                                 | 앞면                                   | 뒷면                                   | 발행일                                 |
| -------------------------------------- | -------------------------------------- | -------------------------------------- | -------------------------------------- | -------------------------------------- | -------------------------------------- | -------------------------------------- | -------------------------------------- |
|                                        |                                        | ¥1000                                  | 150 × 76 mm                            | 파란색                                 | 기타사토 시바사부로                    | 가나가와 해변의 높은 파도 아래         | 2023년6월 28일 (2024년부터 유통예정)   |
|                                        |                                        | ¥5000                                  | 156 × 76 mm                            | 보라색                                 | 쓰다 우메코                            | 등나무                                 | 2023년6월 28일 (2024년부터 유통예정)   |
|                                        |                                        | ¥10,000                                | 160 × 76 mm                            | 갈색                                   | 시부사와 에이이치                      | 도쿄역 (Marunouchi side)               | 2023년6월 28일 (2024년부터 유통예정)   |

일본은 일반적으로 현금 기반 사회로 간주되며, 2014년 일본 내 지불액의 38%가 현금으로 지불된다. 현금 결제가 개인의 사생활을 보호하고, 상인들이 결제를 기다릴 필요가 없으며, 신용처럼 부정적인 의미를 내포하지 않는다는 것이 가능한 설명이다.

## 같이 보기
- 일본 조폐국
- 일본의 경제

## 추가 자료
- 메드허스트, 월터 (1830). 《An English and Japanese, and Japanese and English Vocabulary: Compiled from Native Works》. Batavia, Dutch East Indies. OCLC 5452087. OL 23422004M.
- 헵번, 제임스 커티스 (1867). 《A Japanese and English Dictionary》. Shanghai: American Presbyterian Mission Press. OCLC 32634467. OL 13132016W.
- Siyun-sai Rin-siyo; 하야시 가호 (1834) [1652]. 《Nipon o daï itsi ran: ou, Annales des empereurs du Japon》. 번역 Titsingh, Isaac; Klaproth, Julius von. Paris: Oriental Translation Society of Great Britain and Ireland. OCLC 5850691.